# James Hall (Leichtathlet)
James Stanton Hall (* 2. Januar 1903; † 20. Mai 1929 in Kalkutta) war ein Leichtathlet aus Britisch-Indien.
Hall nahm an den Olympischen Sommerspielen 1924 in Paris und 1928 in Amsterdam teil. Er trat im 100-, 200- und 400-Meter-Lauf an, konnte sich aber nie für ein Finale qualifizieren. Seine Bestzeit auf 400 Meter betrug 49,5 Sekunden.